# أنطونيو كارلوس فالاداريس
أنطونيو كارلوس فالاداريس (من مواليد 6 أبريل 1943) سياسي برازيلي. وقد مثل سيرغيبي في مجلس الشيوخ الاتحادي منذ عام 1995. وكان سابقًا حاكم سيرجيبي من 1987 إلى 1991 ونائبًا من سيرجيبي من 1979 إلى 1983. وهو عضو في الحزب الاشتراكي البرازيلي.